# پارک ملی آلبرتو ده آگوستینی
پارک ملی آلبرتو ده آگوستینی (انگلیسی: Alberto de Agostini National Park) یک منطقه حفاظت‌شده در منطقه ماژلان و جنوبگان شیلی، شیلی است.
این منطقه که در سال ۱۹۶۵ تشکیل شده دارای ۱٬۴۶۰٬۰۰۰ هکتار وسعت است.

## نگارخانه

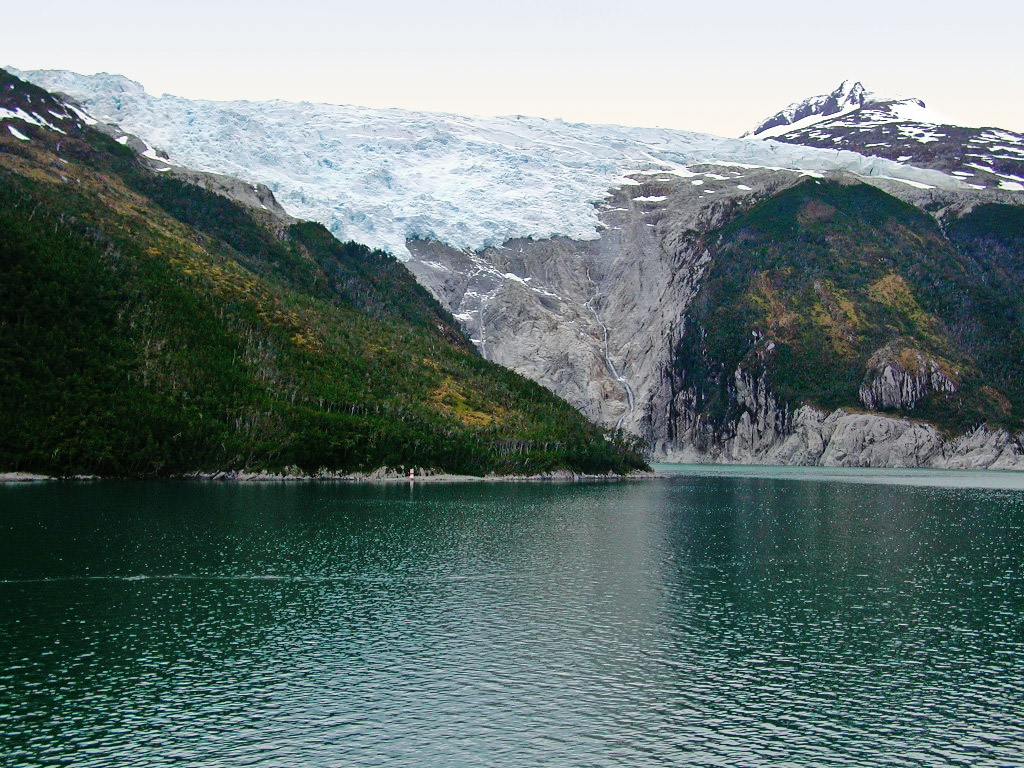
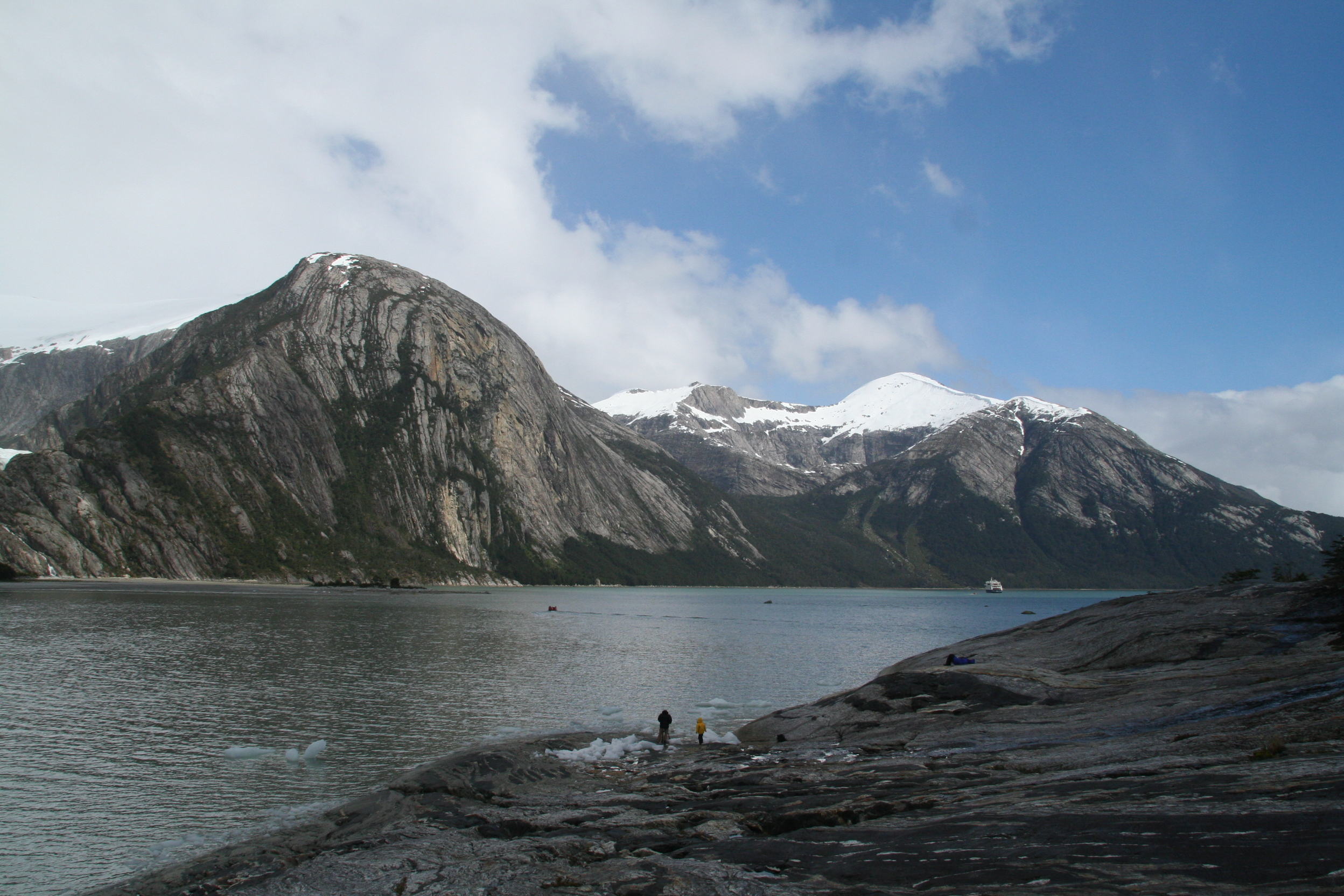
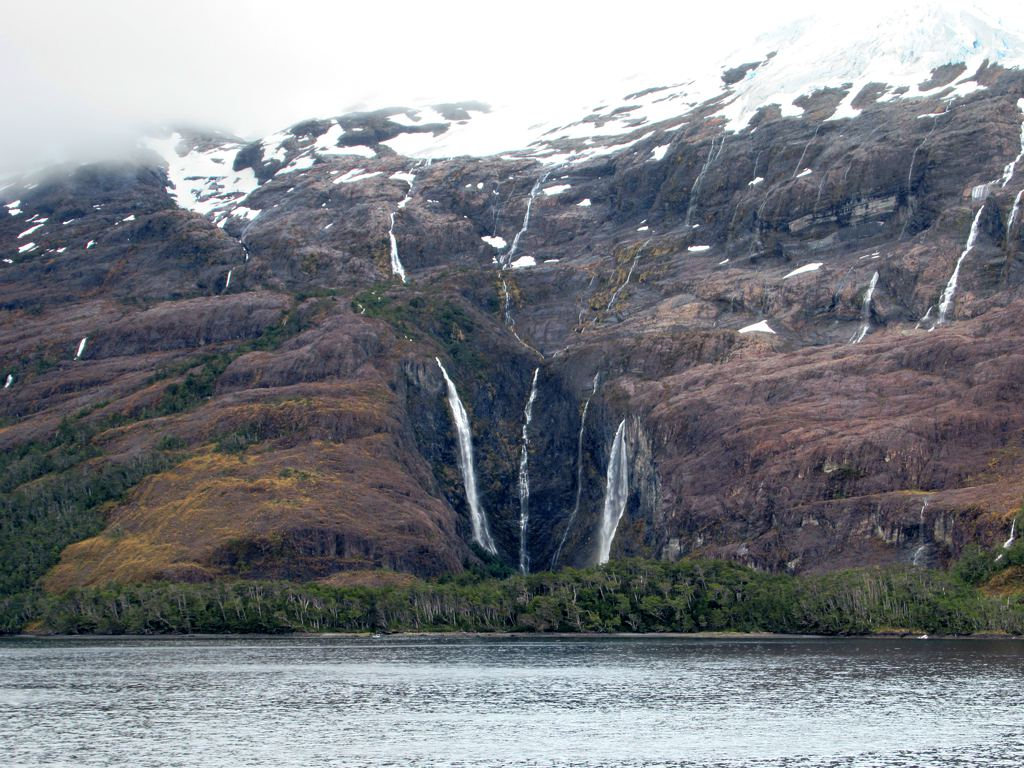